# 勾手跳
勾手跳（Lutz jump），是花样滑冰业余比赛的六种常见跳跃中技术难度第二高的跳跃。在花样滑冰界，Lutz jump常简写为Lutz或字母Lz。

## 技巧
对逆时针旋转的运动员而言，勾手跳，起跳时向后滑行，用左足后外刃起跳，同时用右足刀齿点冰，旋转360度后，用右足后外刃落冰，左足不接触冰面，并向后滑行。
对顺时针旋转的运动员而言，勾手跳，起跳时向后滑行，用右足后外刃起跳，同时用左足刀齿点冰，旋转360度后，用左足后外刃落冰，右足不接触冰面，并向后滑行。
勾手跳既可作为单跳，又可作为联合跳跃中的第一跳，或连续跳跃中的某个跳。
花样滑冰界常常把一种不规范的勾手跳（Lutz）叫做“Flutz”，大写字母“F”来自另一个跳跃动作即后内点冰跳（Flip）。对于逆时针旋转的选手，勾手跳用左足后外刃起跳，同时用右足刀齿点冰；而后内点冰跳（Flip）用左足后内刃起跳，同时用右足刀齿点冰。两者的一个重要区别区别在左足用后外刃还是后内刃起跳。由于勾手跳（Lutz）的起跳方式比较别扭，在大赛中，一些运动员，因为过于紧张或基本功不扎实，在起跳前的一瞬间左足由后外刃起跳换成了后内刃起跳，同时用右足刀齿点冰。这样做的就不是标准的勾手跳，而有后内点冰跳的倾向。因此这种动作变形的勾手跳被叫做“Flutz”。

## 分值表
根据国际滑冰联盟（ISU）于2004年通过的《国际滑冰联盟新评分系统》，勾手跳的基础分值见下表：
| 中文全称   | 英文全称            | 英文缩写 | 空中旋转 | 基础分值 |
| ---------- | ------------------- | -------- | -------- | -------- |
| 勾手一周跳 | single Lutz jump    | 1Lz      | 360度    | 0.6      |
| 勾手两周跳 | double Lutz jump    | 2Lz      | 720度    | 2.1      |
| 勾手三周跳 | triple Lutz jump    | 3Lz      | 1080度   | 5.9      |
| 勾手四周跳 | quadruple Lutz jump | 4Lz      | 1440度   | 11.5     |

## 历史
在1962年世界花样滑冰锦标赛中，加拿大选手唐纳德·杰克逊成为第一位在比赛中成功完成勾手三周跳的运动员。1978年瑞士选手Denise Biellmann成为第一位在比赛中成功完成勾手三周跳的女运动员。只有极少数人能在比赛中成功完成勾手四周跳。